# رافاييل أندرياتو
رافاييل أندرياتو (بالبرتغالية: Rafael Andriato‏) (و. 1987  م) هو راكب دراجة هوائية برازيلي، ولد في ساو باولو، مركز لعبه هو عداء دراجات ‏.

## روابط خارجية
- رافاييل أندرياتو على موقع الاتحاد الدولي للدراجات (الإنجليزية)
- رافاييل أندرياتو على موقع أرشيف الدراجات (الإنجليزية)
- رافاييل أندرياتو على موقع إحصائيات الدراجات الإحترافية (الإنجليزية)
- رافاييل أندرياتو على موقع نسبة الدراجات (الإنجليزية)
- رافاييل أندرياتو على موقع CycleBase (الإنجليزية)